# Henri Henneberg

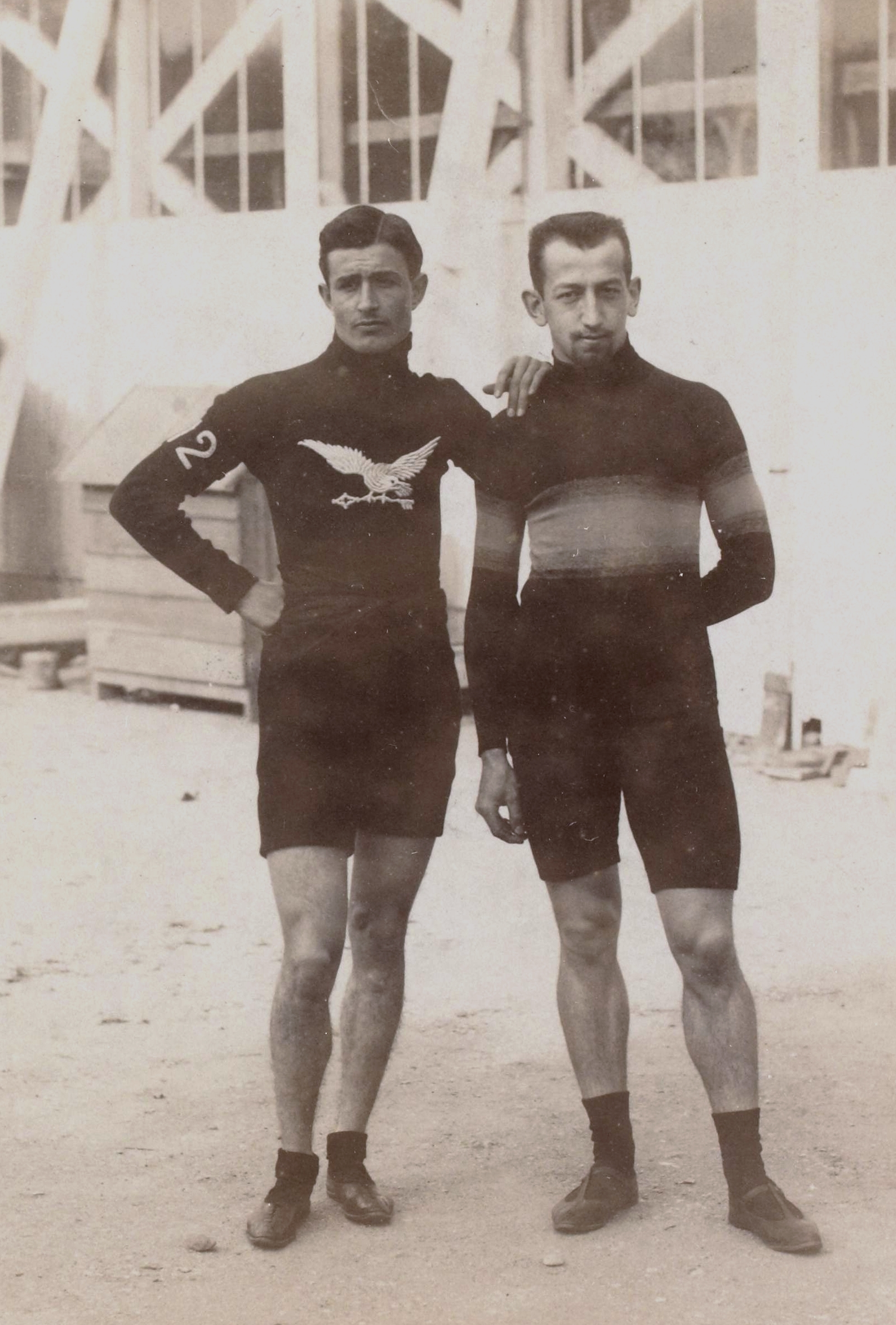
Henri Henneberg (links) und Théodore Champion (1898)

Henri Henneberg (* 20. April 1877 in Genf; † 25. Mai 1942 ebenda) war ein Schweizer Radrennfahrer.
Henri Henneberg war Profi-Radsportler von 1896 bis 1901. In diesen Jahren wurde er dreimal – 1897, 1898 und 1899 – Schweizer Meister im Sprint.
Neben dem Radsport nahm Henneberg auch an Autorennen teil. Er war Mitbegründer des Clubs Auto-Touring, von 1925 bis 1942 Präsident des Touring Club Schweiz sowie Präsident der Alliance Internationale de Tourisme. 
Henneberg studierte in Heidelberg, Berlin und Genf, wo er zum Doktor der Medizin promoviert wurde und 1907 eine Praxis eröffnete. Ab 1940 lehrte er als Professor für ambulante Gynäkologie und Geburtshilfe an der Medizinischen Fakultät der Universität Genf.